# Religiose riparatrici del Sacro Cuore
Le Religiose Riparatrici del Sacro Cuore (in spagnolo Religiosas Reparadoras del Sagrado Corazón; sigla R.R.S.C.) sono un istituto religioso femminile di diritto pontificio.

## Storia
La congregazione fu fondata da Rosa Mercedes de Castañeda y Coello. Ricevuta in udienza da papa Leone XIII il 17 marzo 1895, gli espose il suo progetto di iniziare un nuovo istituto consacrato alla riparazione e ottenne l'incoraggiamento del pontefice: rientrata a Parigi si dedicò alla stesura delle costituzioni e, tornata in patria a Lima, il 17 marzo 1896 emise i voti e si stabilì con alcune compagne in Alameda de los Descalzos.
La vestizione delle prime novizie ebbe luogo il 14 maggio 1896 e nel 1897 le suore ebbero una sede definitiva in San Pedro Nolasco: la prima casa all'estero fu aperta nel 1904 in Spagna e nel 1909 fu fondata una filiale a Roma.
L'istituto, aggregato all'ordine agostiniano dal 24 agosto 1931, ricevette il pontificio decreto di lode il 4 febbraio 1910 e le sue costituzioni furono approvate definitivamente il 25 ottobre 1943.

## Attività e diffusione
Le suore si dedicano all'assistenza agli anziani, all'opera dei ritiri, all'insegnamento, alle missioni. Presso ogni casa è stabilita l'associazione esterna delle anime riparatrici, che si impegnano all'adorazione del Santissimo Sacramento solennemente esposto quotidianamente nelle cappelle dell'istituto.
Oltre che in Perù, sono presenti in Italia e Spagna; la sede generalizia è a Roma.
Alla fine del 2015 l'istituto contava 68 religiose in 9 case.